# 张连科
张连科（？—1939年4月6日）是一名著名抗日将领，曾任东北抗日联军第三军第三师师长。1939年4月6日， 牺牲于黑龙江省铁力市神树镇以北的马鞍山西南麓。中华人民共和国民政部于2015年8月24日公布了第二批在抗日战争中顽强奋战、为国捐躯的600名著名抗日英烈和英雄群体名录，张连科入选其中。

## 生平
早年参加东北军，历任士兵，班长，排长。1931年九一八事变后，曾领导抗日山林队抗击日本关东军，报号可能为“西省”。在此期间，张连科加入中国共产党，入党时间不详（一说为1933年10月10日）。1933年3月，时任中国共产党珠河中心县委委员的金策与沙振华、张连科建立了杨家街党支部（今尚志市蜜蜂乡杨家街村）。同月，原为东北军残部的苇河县满洲国保安团（温秀峰团）内部，一百二十余名保安团官兵因军晌问题而哗变，哗变队伍很快扩充到二百五十余人。中共珠河中心县委选派张连科、李启东、金策、徐峥硕、孟克（韩光）等到这支队伍中进行争取工作，期望建立一支由中国共产党领导的抗日武装。但最终因中共珠河中心县委领导坚持在哗变队伍中按出身划分阶级的路线，导致失去基层官兵的支持，于5月初以工作受挫而告终。
1933年底，张连科率部加入了赵尚志领导的珠河反日游击队。当时，珠河反日游击队从成立伊始的十三人发展到四十余人，编成一个大队， 三个中队:21-22，张连科任第三中队中队长。1933年12月底，珠河反日游击队发展到七十余人，赵尚志任队长，李福林任政委兼党支部书记，李启东任经济委员。珠河反日游击队被编成五个中队、一个机枪队、一个少年队、一个骑兵队，张连科任第三中队中队长:113。
1934年6月28日，珠河反日游击队吸收了周围抗日义勇军、山林队:339，于珠河县滨绥线铁路道南的柳树河扩编为四百五十人左右的东北反日游击队哈东支队，赵尚志任总司令:21-22，李兆麟（化名张寿篯）任政委，李福林任党委书记，梁佐术任参谋长。东北反日游击队哈东支队下辖三个总队、九个大队、二十七个中队:115。张连科任第一总队的一名大队长(可能为第三大队）。不久，东北反日游击队哈东支队与周围山林队发生冲突，导致一些队伍脱离东北反日游击队哈东支队:115-116，:342。1934年9月，东北反日游击队哈东支队在苇河县西南山区的威虎岭:344整编为四百余人的抗日武装，赵尚志任司令，孟克（韩光）任政治部主任，李福林任党委会书记:345。当时，东北反日游击队哈东支队下辖第一、三、五、七、九大队，以及一个政治保安队、一个骑兵队、一个少年队、第一执法处、第二执法处。张连科任第三大队大队长:116。
1935年1月28日，在珠河县滨绥线铁路道南的半截河:117，以东北反日游击队哈东支队为基础，吸收地方青年反日义勇军，组建了东北人民革命军第三军，赵尚志任军长，冯仲云任政治部主任:314。该军下设一个师，包括三个团、一个保安连、一个少年连、一个秘书处、一个副官处、一个军需处、一个执法处、一个稽查处。张连科任第三团团长，马宏力任该团政治部主任，全团八十八人。第三团主要活动于珠河县滨绥线铁路道南、五常、双城一带。同年2月初，日本关东军（简称日军）和满洲国军（简称满军）出动一千余兵力向珠河游击区发动“春季大讨伐”，东北人民革命军第三军的第二团和张连科的第三团在珠河县小亮珠河孟家店附近与满军孙团激战，击毙满军司务长和参谋长各一人。张连科领导的第三团在珠河县侯林乡活动时，遭满军两个团包围，激战一昼夜，在赵一曼所率地方武装的协助下，激退了满军的进攻，生俘了一批满军，缴获了一批武器弹药。1935年3月25日，东北人民革命军第三军在宾县的老黑顶子召开周围抗日义勇军、山林队首领会议，决定建立延方、路北（滨绥线铁路道北）、路南（滨绥线铁路道南）三个联合军指挥部，张连科任路南指挥部指挥:118。
1935年7月20日，日军和满军对珠河县滨绥线铁路道南的抗日根据地进行了“大讨伐”，同年8月又进行了第二次“大讨伐”，日军疯狂推行“三光政策”:119，数万栋房子化为灰烬，十多万人口的根据地血流成河:306-307。1935年9月10日，中共珠河县委在滨绥线铁路道南召开县委执委会议，决定主力部队向延方（延寿、方正）、依勃（依兰，勃利）、汤原一带远征。远征前，东北人民革命军第三军扩编为六个团，该军同时还设有三个游击团、一个别动大队、一个游击营、一个政治保安连、一个少年连、一个执法处，张连科任第三团团长，侯启刚任政治部主任。第三团主要活动于珠河、双城、阿城、五常、苇河之间，并逐步向榆树、舒兰发展:120。同年11月，日军、满军对珠河县滨绥线铁路道南的抗日根据地进行了当年的第三次“大讨伐”。此前，在用尽弹药的情况下，张连科率第三团渡过牛河，转移到拉林河上游坚持斗争:306-307。1935年11月15日，东北人民革命军第三军第二团，在珠河县滨绥线铁路道北五区春秋岭遭到日军横水部队和驻珠河县乌吉密的满军五百多人的围攻，十余人当场牺牲，团长王惠同负伤被俘后牺牲，政治部主任赵一曼受伤一周后被俘；第二团余部十余人和第三团会合，活动于松花江三级支流的大泥河以南:121。
1935年11月至1936年7月，东北人民革命军第三军各团逐渐扩编为六个师。1935年12月，三团奉军部之命改编成三师，张连科任师长，许亨植（又名李熙山）任该师政治部主任，全师下辖三个团，共一百三十多人，活动于珠河，五常一带:244。1936年春，东北人民革命军第三军第三师联合周围抗日义勇军、山林队“创江南”和汪雅臣的“双龙”（后改编为东北人民革命军第八军，东北抗日联军第十军），共同战斗，取得了五常县高丽营子（今五常市小山子镇洪源村）战斗的重大胜利。1936年8月初，张连科率第三师避开日军、满军锋芒向舒兰远征。当部队到达五常县东南的拉拉屯时，被日军八百余名包围，激战六小时，日军打炮一百二十多发，冲锋三次，都被粉碎。在张连科、许亨植、王玉生等指挥下，第三师消灭日军六、七十名。第三师除了二名牺牲、二名负伤外，都安然撤退。此后，在五道沟、十八层甸子等战斗中，第三师又连战连捷。张连科率第三师联合滨绥铁路道南、道北一千余名抗日义勇军在高士凡屯展开大战，打击小山子（今五常市小山子镇）附近的日军和满军:557。第三师还曾一度西征到拉滨线铁路以西的榆树县:557，给驻扎于滨江省（今黑龙江省一部分）的日军和满军造成很大威胁。
1936年8月1日，以东北人民革命军第三军为基础，正式编成东北抗日联军第三军，赵尚志任军长，李兆麟任军政治部主任，全军下辖六个师。张连科任第三师师长，吴景才任该师政治部主任。随后，东北抗日联军第三军收编了木兰县蒙古山的反日山林队“九江队”为第七师、山林队考凤林部为第八师，扩编第三军游击连为第九师:178。
1936年10月，三江省的日军和满军，按照《满洲国三年治安肃正计划》，对汤原、宾县、木兰、通河、依兰五县的抗日游击区实施大规模讨伐，东北抗日联军第三军第一、二、三、五、六、九师进行西征，分两批到达铁骊（今铁力）。第二、三师各一部由第三师政治部主任吴景才率领北渡松花江:560，向铁骊（今铁力）前进:247，:560，途中改编了“天帮”、“五龙”等山林队:247。同年十月中旬，东北抗日联军第三军第二、三、六师在绥棱县孙楞阁山(今绥棱阁山）附近的郝大干屯战斗中，联合新收编的山林队“占省”，歼灭日军一百二十（一说为八十）余名，击毁日军重机枪两（一说为一）挺、迫击炮一门，获轻机枪一挺、长枪一百余支、马三十匹； 战斗中，张连科师长负伤。
1937年7月，东北抗日联军第三军将活动在依兰、勃利、桦川、萝北、富锦等县的抗日义勇军高士魁部收编为第十师:179。第一、二师和张连科的第三师活动于宾县、延寿、珠河、方正、苇河、五常一带:247。1937年7月，张连科的第三师于阿城平山北川截击日军一个警卫团，歼灭日军一个班。1937年底，侯启刚调任东北抗日联军第三军第三师政治部主任，在依兰、桦川一带活动。按照另一历史文件，在1937年12月1日左右，张连科师长率部活动于巴彦，木兰，可能任东北抗日联军第三军稽查处处长:120。
1938年初，五万余日军和满军对活动于下江地区（乌苏里江、松花江、黑龙江下游的三江地区）的东北抗日联军进行了惨绝人寰的“大讨伐”和严密的经济封锁。东北抗日联军和群众的联系被切断，密营接连被摧毁，弹药和粮食补给中断。在被日军、满军围困并且弹尽粮绝的情况下，为保存实力，张连科师长采用诈降的策略，一方面与日本关东军诱降代表周旋，同时率部成功突围。
东北抗日联军第三军各部被日军和满军重重围追堵截，部队的战斗和非战斗减员迅速上升；与此同时，其内部出现了严重的派系争斗。1938年农历2月，身为东北抗日联军第三军第三师政治部主任的侯启刚到依兰二区找到当时任中共北满临时省委委员兼组织部长的魏长魁，“解决了很多问题”。同年5月1日，在汤旺河谷南岔密营召开的中共北满临时省委第七次常委会上，临时省委书记张兰生，以近3万字的报告:289，充分肯定了东北抗日联军第三军政治部主任李兆麟于2月9日提出的意见书（意见书中指责赵尚志“是反党的阴谋家”:300）；在东北抗日联军第三军军长赵尚志赴苏联被扣而不在场的情况下，指责赵尚志在过去几年犯了“左倾关门主义”错误，并且解除了赵尚志的军长职务:289-300。几个月后，相关文件由交通员们经过艰难险阻、层层关卡，终于传达给了新上任的东北抗日联军第三军政治部主任金策（前东北抗日联军第三军第四师政治部主任）和东北抗日联军二路军总指挥周保中。李兆麟当面“调和”:289而背后反对赵尚志的做法，受到金策和周保中不同程度的质疑和批判；周保中认为李兆麟的这种表现“是极危险而冒昧无知可耻的行动”:296。张兰生和李兆麟的主张，得到了一部分人包括侯启刚的支持，从此开始了中共北满临时省委辖下历时近两年的反左倾运动:299（反左倾运动最终在1939年5月结束，张兰生、李兆麟、侯启刚都分别受到处分。）当时，中共北满临时省委党和军队的许多领导人受到反左倾运动的牵连，师级以上干部中十二人被撤职并开除党籍、十人被撤职、三人被严重警告:299，其中包括许多著名抗日领导人（如冯仲云、许亨植、黄成植等:296，:538）；张连科也被开除党籍，降职为东北抗日联军第三军三师七团团长。
截至1938年5月，东北抗日联军第三军减员超过半数，缩编为四个师、一个警卫团、一个政治保卫师:155。同年6月初，中共北满临时省委在通河县召开了第八次常委会议，鉴于当时松花江下游艰苦的斗争环境，决定东北抗日联军第三、六、九、十一军，共八百余人，突围西征:155。当时，西征部队面临着严峻的生存环境，丛林里铁锈色积水泡烂了脚，蚊叮虫咬血透衣衫，暑气熏蒸汗流浃背:156。张连科率领先遣队60余人由通河北上，于1938年7月中旬进入铁骊（今铁力），活动于铁骊（今铁力）马鞍山和依吉密河上游，不断地打击驻扎于今铁力市神树镇石长村的保护绥佳线铁路修筑工程的日军、满军，以及驻扎于今铁力市桃山镇附近保护林木采伐作业的日军、满军；在今铁力市透龙山深处，有一个东北抗日联军的宿营地，据考证是当年张连科的一个营地。
1939年1月28日，中共北满临时省委在海伦县召开了第九次常委会议，会后东北抗日联军第三、六、九、十一军，在军、师、团部队番号不变的情况下，临时被编成第一、二、三、四支队和独立一、二 师。第三、四支队和独立一、二师，归龙南临时指挥部领导，活动于绥棱、海伦、庆安、铁骊（今铁力）:165。独立二师由原东北抗日联军第三军三师七团及第十一军第一师一部:831组成。
1939年4月3日，张连科和四支队长隋德胜（原东北抗日联军第十一军一师三旅九团团长:123）率独立二师和四支队共八十余人，到位于今铁力市神树镇以北的马鞍山中的一个木营筹措给养。恰逢木营无粮，只好赶走了倒套子（在山林中用牲口把采伐的原木拖拉到集材楞场）的役牛十余头，于归途中宰杀烹煮以充军粮。4月6日，被队长黄立强带领的满洲国铁骊县（今铁力市）大呼兰河山林警察队一百余人追上，在马鞍山西南麓一个叫吕富的猎人趟子营山后发生激战。张连科和隋德胜率各部，分头突围。在激战中，张连科、姜副官和王副官等十四人壮烈牺牲，隋德胜率余部脱险。
中华人民共和国成立后，亲手杀害张连科的满洲国山林警察王玉喜在1952年的肃反运动中被处置。

## 缅怀烈士
中共黑龙江省铁力市委员会、铁力市人民政府，于2005年8月15日树立“铁力市抗日英烈纪念碑”，以纪念牺牲于铁力市附近的抗日英雄；铭文中提及“喋血于此地的魏长魁、朴吉松、隋德胜、张连科等数百人”。
2011年8月15日，铁力市桃山林业局在神树镇为张连科等十四位东北抗日联军烈士立碑。张连科烈士的牺牲地点在此纪念碑以北五、六十公里的马鞍山中。

## 历史意义
张连科师长曾率部转战于今黑龙江省和吉林省的尚志、五常、舒兰、榆树、汤原、绥棱，巴彦、木兰、通河、铁力等地，领导了千百次抗击日本侵略军的战斗；但现存的完整记录屈指可数。
张连科师长智勇双全，枪法准确，深受当地抗日游击区人民的爱戴和敬仰。《满洲国警察史》第九章第七节中写道：“……东边道地带的杨司令（笔者注：杨靖宇）以下的红军系诸匪团，三角地带的阎生堂，滨江省中部及以北地带的赵尚志、张连科、考凤林、谢文东等，东部国境地带的孔宪荣、吴义成。锦州、热河省境方面的蓝天林、刘振东、苑九占、老梯子、周荣久……”，上述均列为“肃整的重点”。《满洲国警察史》将张连科与赵尚志、考凤林、谢文东等相提并论，说明了张连科领导的抗日活动对当时满州国统治者的威胁程度。国民党《中央日报》也于1935年2月23日刊文报道了2月11日张连科部袭击五常县城， 进一步说明其当时抗日活动的影响力。
抗日战争胜利后，时任松江省（今黑龙江省一部分）人民政府主席兼哈尔滨工业大学校长的冯仲云亲笔撰写张连科烈士简历，原件现存于哈尔滨的东北烈士纪念馆。